# Östra hamnen
Östra hamnen (vertaling 'Oostelijke haven') is een deelgebied (Delområde) in het stadsdeel Centrum van de Zweedse stad Malmö. Het gebied telt 3383 inwoners (2013) en heeft een oppervlakte van 0,30 km². In dit gebied bevindt zich zware industrie van allerlei aard. Factory Tabak is een van de bedrijven in het gebied. Twee scholen in het gebied waren Tärnöskolan en Vingaskolan, maar deze werden in 2006 samengevoegd tot Agnesfridsgymnasiet.